# Викрадення століття
Викрадення століття (рос. Похищение века) — радянський художній фільм 1981 року, знятий режисером Віталієм Макаровим на Кіностудії ім М. Горького.

## Сюжет
Стереофільм. Двоє друзів-автомеханіків вирішили провести відпустку на Чорноморському узбережжі. Звістка про прибуття «знаменитих майстрів» розбурхала жителів південного містечка, після чого послідували пригоди, непорозуміння і викрадення одного з них…

## У ролях
- Олександр Никифоров — Фітюрін
- Євген Меньшов — Полукарпов
- Марина Дюжева — Варя
- Олена Мельникова — Олена
- Давид Абашидзе — Резі
- Гурам Лордкіпанідзе — Маріо
- Абессалом Лорія — викрадач
- Юрій Саранцев — директор СТОА
- Рудольф Рудін — актор
- Ерванд Арзуманян — адміністратор ресторану
- Артем Карапетян — начальник міліції
- Вадим Захарченко — адміністратор готелю
- Зоя Василькова — головлікар
- Юрій Чекулаєв — капітан теплохода
- Юрій Бєлов — епізод
- В'ячеслав Гостинський — епізод
- Юрій Гейко — епізод
- Віктор Іванов — епізод
- Леонід Князєв — викрадач
- Зінаїда Сорочинська — епізод
- Є. Шматов — епізод
- Олексій Ковальов — начальник охорони

## Знімальна група
- Режисер — Віталій Макаров
- Сценарист — Владлен Бахнов
- Оператор — Юрій Малиновський
- Композитор — Борис Савельєв
- Художник — Олександр Вагічев